# Glaskohlenstoff

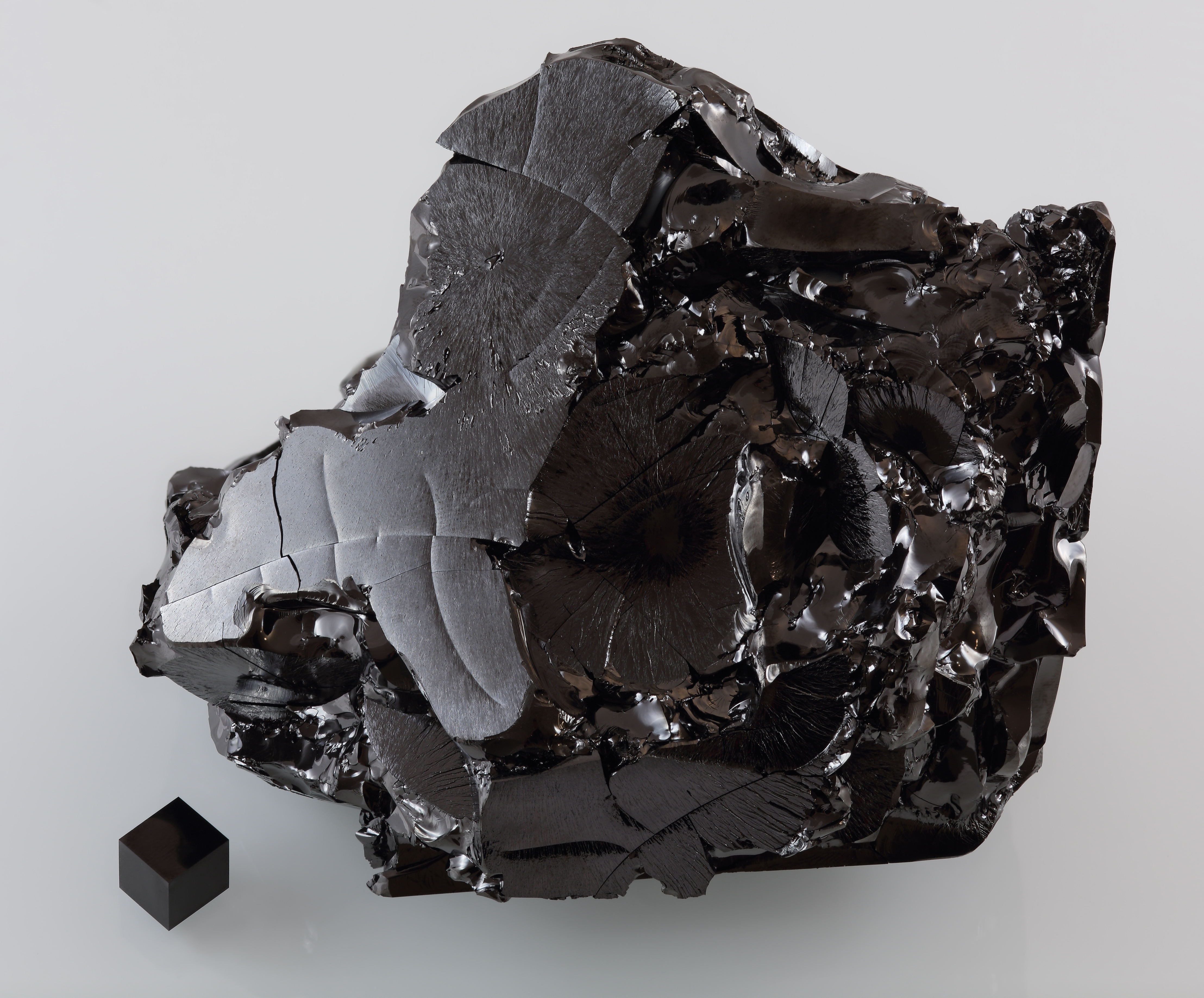
Eine große Probe Glaskohlenstoff mit einer Masse von ca. 570 g, zum Größenvergleich mit einem 1-cm³-Graphitwürfel

Glaskohlenstoff, auch glasartiger Kohlenstoff genannt, ist ein synthetischer Werkstoff aus reinem Kohlenstoff, der glasartige keramische Eigenschaften mit denen des Graphits vereint. Glaskohlenstoff ist ein strukturell amorphes Allotrop des Kohlenstoffs, das durch die Präsenz planarer, zweidimensionaler Strukturelemente gekennzeichnet ist. Weiterhin sind in Glaskohlenstoff fast alle Kohlenstoff-Atome sp2-hybridisiert. Aufgrund dieser Strukturmerkmale und der weitgehenden Abwesenheit von nicht abgesättigten Bindungen ist Glasskohlenstoff nicht identisch mit amorphem Kohlenstoff. Die International Union of Pure and Applied Chemistry empfiehlt die Verwendung der Bezeichnung glass-like carbon ("glasartiger Kohlenstoff").

## Eigenschaften

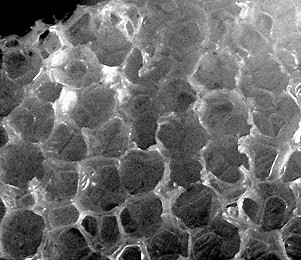
Modell der Mikrostruktur von Glaskohlenstoff.

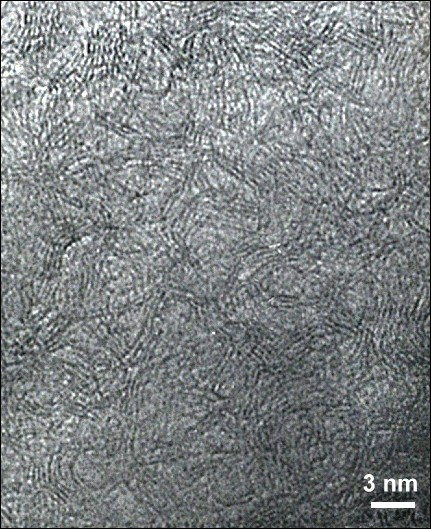
TEM-Aufnahme von Glaskohlenstoff.

Glaskohlenstoff besitzt eine Hochtemperaturbeständigkeit unter Schutzgas oder im Vakuum bis über 3000 °C, extreme Korrosionsbeständigkeit, Flüssigkeits- und Gasdichtigkeit (He-Permeabilität 10−9 bis 10−11 cm²/s), keine Benetzung durch Schmelzen, hohe Härte (HV 250–350) und Festigkeit (Biegefestigkeit um 250 MPa, Steifigkeit um 35 GPa), geringe Dichte (1,4–1,5 g/cm³), hohe Oberflächengüte, geringe thermische Ausdehnung (um 2,5×10−6 1/K zwischen 20 und 2000 °C), extreme Thermoschockbeständigkeit, moderate thermische (4–6 W/(K·m) bei 20 °C) und elektrische Leitfähigkeit (2×104 1/(Ω·m)), Isotropie der physikalischen und chemischen Eigenschaften und gute Biokompatibilität. Elektronisch zählt Glaskohlenstoff zu den Halbleitern mit kleiner Energiebandlücke.
Glaskohlenstoff wird durch Hochtemperatur-Pyrolyse von Hartem Kohlenstoff hergestellt, der zunächst eine defektreichere und offenzelligere Porosität aufweist. Der mikrostrukturelle Übergang von Hartem Kohlenstoff zu Glaskohlenstoff erfolgt graduell je nach Pyrolysetemperatur und -dauer. Die sp2-hybridisierten Kohlenstoffatome sind wie bei Graphit in Basalebenen mit hexagonaler Symmetrie angeordnet. Die TEM-Aufnahme zeigt die kugelförmigen Strukturen, die kleine Poren von etwa 1 nm Durchmesser einschließen.
Im Bild sind nur die Basalebenen zu sehen, die in Richtung des Elektronenstrahls orientiert sind.
Das Modell veranschaulicht die Mikrostruktur von Glaskohlenstoff. Die Stege bestehen aus Graphitkristalliten mit einer Schichtdicke von 4 bis 10 Basalebenen. Anders als bei Aktivkohle sind die Poren nicht untereinander verbunden, was die geringe Permeabilität erklärt. Die Größenverteilung der geschlossenen Poren ist sehr eng. Sie liegt, je nach Herstellung, um 1–5 nm. Makroskopisch erscheint Glaskohlenstoff isotrop. Das Modell erklärt die geringe Dichte gegenüber Graphit, die hohe Härte und Festigkeit und die Isotropie der Werkstoffparameter.
Eine mechanische Bearbeitung ist aufgrund der hohen Härte nur mit Diamantwerkzeugen möglich.
Alternative Bearbeitungsverfahren sind Funkenerosion (EDM), Wasserstrahlschneiden oder Laserschneiden.

## Verwendung
Glaskohlenstoff wird aufgrund seiner guten elektrischen Leitfähigkeit und chemischen Stabilität als Elektrodenmaterial für die elektrochemische Anwendung eingesetzt. Mithilfe von Poliermitteln auf Basis von Diamant- oder Korundpartikeln lässt sich die Oberfläche leicht erneuern, was eine Wiederverwendbarkeit des Materials erlaubt.